# Девід Едгар (футболіст)
Девід Едгар (англ. David Edgar, нар. 19 травня 1987, Кітченер) — канадський футболіст, захисник клубу «Фордж» та національної збірної Канади. По завершенні ігрової кар'єри — тренер.

## Клубна кар'єра
Девід Едгар народився у Канаді в родині англійського футбольного тренера Едді Едгара, де і розпочав займатись футболом. У віці 14 років він покинув Канаду та переїхав до будинку своєї бабусі в Англії, де потрапив до академії «Ньюкасл Юнайтеда». 26 грудня 2006 року в матчі проти «Болтон Вондерерз» він дебютував в англійській Прем'єр-лізі, а 1 січня 2007 року в поєдинку проти «Манчестер Юнайтед» забив свій перший гол за «Ньюкасл». Всього провів три сезони у команді, взявши участь у 19 матчах чемпіонату, але основним гравцем так і не став.

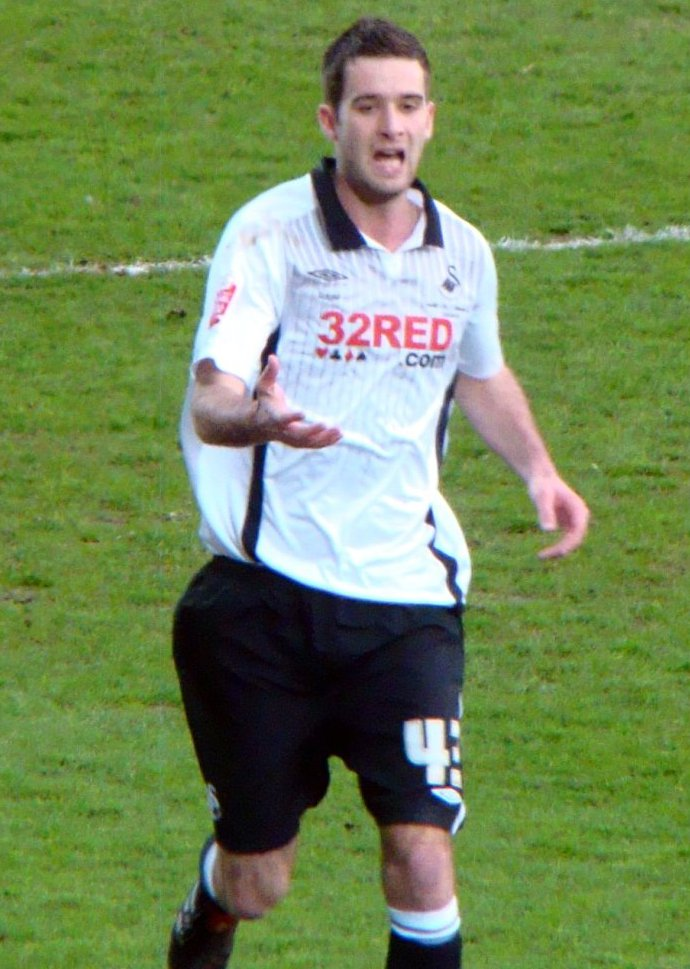
Девід Едгар у складі «Свонсі Сіті». 2010 рік.

Через високу конкуренцію він вирішив залишити команду і взимку 2010 року перейшов до «Бернлі» за 300 тис. фунтів, підписавши контракт на чотири роки. 16 січня у матчі проти «Манчестер Юнайтед» він дебютував за новий клуб. Зігравши чотири матчі, 23 березня Девід на правах короткострокової оренди до кінця сезону вирушив до валлійського «Свонсі Сіті», який виступав у Чемпіоншипі. Повернувшись у «Бернлі», він провів за команду ще 4 сезони у Чемпіоншипі.
12 червня 2014 року Едгар приєднався до іншого клубу Чемпіоншипу «Бірмінгем Сіті», уклавши дворічний контракт. Провівши у команді лише пів року, на початку 2015 року Девід на правах оренди перейшов у «Гаддерсфілд Таун», а наступний сезон 2015/16 провів в оренді в клубі Першої Футбольної ліги «Шеффілд Юнайтед».
У липні 2016 року Едгар переїхав до Канади, підписавши півторарічний контракт із клубом «Ванкувер Вайткепс». Зігравши один матч за фарм-клуб «Ванкувер Вайткепс 2» в USL, за першу команду в MLS він дебютував 6 серпня в матчі проти «Колорадо Репідз». Загалом до кінця року він зіграв 8 ігор чемпіонату, але у грудні 2016 року на відпочинку в Скотсдейлі, штат Арізона, Едгар потрапив в автомобільну аварію, пошкодивши праве коліно, через що повністю пропустив увесь сезон 2017 року. Через це після закінчення сезону «Ванкувер» не продовжив контракт з Едгаром.
4 квітня 2018 року Едгар приєднався до клубу «Нашвілл» з USL, але провівши лише 5 ігор вже 23 травня покинув команду. Натомість 8 серпня 2018 року Едгар підписав контракт із клубом «Оттава Ф'юрі» з цього ж чемпіонату, де до кінця року зіграв 7 ігор.
7 березня 2019 року Едгар уклав із клубом англійської Національної ліги «Гартлпул Юнайтед» контракт до кінця сезону, після чого покинув клуб.
2 серпня 2019 року Едгар приєднався до клубу Канадської прем'єр-ліги «Фордж» з Гамільтона. За команду зіграв 27 ігор в усіх турнірах і забив 1 гол і в обох сезонах виграв Прем'єр-лігу, після чого 30 листопада 2020 року оголосив про завершення футбольної кар'єри.

## Виступи за збірні
Протягом 2003—2008 років залучався до складу молодіжної збірної Канади. У її складі взяв участь у трьох поспіль молодіжних чемпіонатах світу — 2003, 2005 та 2007 років. На молодіжному рівні зіграв у 24 офіційних матчах, забив 2 голи.
9 лютого 2011 року дебютував в офіційних іграх у складі національної збірної Канади в товариському матчі проти збірної Греції (0:1), вийшовши на заміну в другій половині матчу. 12 жовтня 2012 року у відбірковому матчі чемпіонату світу 2014 року проти збірної Куби (3:0) Едгар забив свій перший гол за національну команду.
У складі збірної був учасником Золотого кубка КОНКАКАФ 2011 року у США, де не зіграв жодної хвилини. Втім, вже на наступному розіграші Золотого кубка КОНКАКАФ 2013 року у США Деваід був основним гравцем і зіграв у всіх трьох іграх, але канадці не вийшли з групи. Такий самий результат Едгар показав і на Золотому кубку КОНКАКАФ 2015 року у США та Канаді. Загалом провів за збірну 42 гри і забив 4 голи.

## Кар'єра тренера
Розпочав тренерську кар'єру невдовзі по завершенні кар'єри гравця, 2021 року, увійшовши до тренерського штабу клубу «Фордж», де працював до березня 2025 року.

## Досягнення
- Переможець Канадської Прем'єр-ліги: 2019, 2020

### Індивідуальні
- У символічній збірній молодіжного чемпіонату світу 2007 років.